# Neslihan Atagül
Neslihan Atagül (Isztambul, 1992. augusztus 20. –) török színésznő.

## Pályafutása
Apja cserkesz, anyja fehérorosz származású.
Később az ILK Aşk (2006) című mozifilmben játszott szerepet. Atagül színészként debütált a Yaprak Dökümü (2006–10) című televíziós sorozatban , majd az Araf (2012) című filmben játszott. Számos nemzetközi díjat nyert, amiért Zehra szerepét játszotta a filmben. Atagül az Oscar-díjas győztes és a japán rendező teljesítményéért méltatta a tokiói nemzetközi filmfesztiválon, ahol elnyerte a „Legjobb színésznő” díjat. 2011-ben szerepelt a Canım Babam (2011) című televíziós sorozatban. A Fatih Harbiye (2013–14) és a Végtelen szerelem című sorozatban játszott szerepeiben került a nemzetközi figyelem középpontjába (2015–17), kritikai elismerést kapott és számos elismerést nyert. A Végtelen szerelemben Atagül Burak Özçivit oldalán tűnt fel és egy fiatal művész szerepét tölti be, aki kötelessége, hogy feláldozza szerelmét a családi titok elrejtése miatt. A sorozat, amelyet Magyarországon a Duna Televízió mutatott be, elnyerte a „Legjobb Telenovella” díjat a Nemzetközi Emmy-gálán (2017) és a Szöuli Nemzetközi Drámadíjátadón (2016). A Szöuli Nemzetközi Drámadíj (2016) legjobb színésznő kategóriájában jelölték.
Atagül filmkarrierjét a Senden Bana Kalan (2013) szerepével folytatta Ekin Koç-nál. Online platformokon debütált a Dip (2018) internetes televíziós sorozattal İlke Kalelivel. A 2019. december 16-án bemutatott A nagykövet lánya című sorozattal tért vissza a tévéképernyőre Engin Akyürek oldalán, ám betegsége (áteresztő bél szindróma) miatt kénytelen volt kilépni a sorozatból és a helyét Tuba Büyüküstün vette át. Ezt a sorozatot Magyarországon a TV2 kereskedelmi csatorna sugározta. 
Neslihan 2013 októberében kezdett randevúzni a Fatih Harbiye főszereplőjével, Kadir Doğuluval. 2015 novemberében jegyezték el egymást és 2016 júliusában házasodtak össze.

## Filmográfia
| Film      | Film               | Film              | Film           | Film           |
| Év        | Eredeti cím        | Magyar cím        | Szerep         | Magyar hang    |
| --------- | ------------------ | ----------------- | -------------- | -------------- |
| 2006      | İlk Aşk            |                   | Genç Bahar     |                |
| 2011      | Araf               | A pokol kapujában | Zehra          |                |
| 2015      | Senden Bana Kalan  |                   | Elif           |                |
| Televízió |                    |                   |                |                |
| Év        | Eredeti cím        | Magyar cím        | Szerep         | Magyar hang    |
| 2006–2010 | Yaprak Dökümü      |                   | Deniz Başsoy   |                |
| 2011      | Kalbim Seni Seçti  |                   | Melis          |                |
| 2011      | Canım Babam        |                   | Pınar          |                |
| 2011–2012 | Hayat Devam Ediyor |                   | Şirin Bakırcı  |                |
| 2013–2014 | Fatih Harbiye      |                   | Neriman Sölmaz |                |
| 2015–2017 | Kara Sevda         | Végtelen szerelem | Nihan Sezin    | Mórocz Adrienn |
| 2018      | Dip                |                   | Bilge Koral    |                |
| 2019–2021 | Sefirin Kızı       | A nagykövet lánya | Nare Celebi    | Mezei Kitty    |